# Сенной (Челябинская область)
Сенной — посёлок в Карталинском районе Челябинской области России. Входит в состав Сухореченского сельского поселения.

## География
Вдоль северной окраины посёлка проходит участок Карталы — Тобол Южно-Сибирской магистрали Южно-Уральской ЖД. Расстояние до районного центра города Карталы 17 км.

## История
Дата основания поселка неизвестна на картах, он отмечается с 1963 года — года официальной регистрации. 
Размещается  ООО «Рассвет». 

## Население
| 2002 | 2010 |
| ---- | ---- |
| 283  | ↗310 |

## Знаменитые люди
- М. Ф. Безмельницына  — телятница, удостоена бронзовой медали ВДНХ СССР (1970).

## Улицы
- Гагарина,
- Железнодорожная,
- Мира,
- Центральная,
- Компрессорная.

## Инфраструктура
- Фельдшерско-акушерский пункт,
- клуб,
- Библиотека.